# Versailleux
Versailleux település Franciaországban, Ain megyében. Lakosainak száma 500 fő (2022. január 1.). Versailleux Birieux, Chalamont, Crans, Joyeux, Le Plantay, Rignieux-le-Franc és Villars-les-Dombes községekkel határos.

## Népesség
A település népessége az elmúlt években az alábbi módon változott:
| Lakosok száma | 205  | 210  | 219  | 327  | 375  | 423  | 438  | 472  | 488  | 500  |
|               | 1968 | 1982 | 1990 | 2006 | 2013 | 2015 | 2017 | 2019 | 2020 | 2022 |